# インディアス総合古文書館
インディアス総合古文書館（インディアスそうごうこもんじょかん、Archivo General de Indias）は、セビリアの旧商品取引所（Casa Lonja de Mercaderes）に置かれている公文書館で、アメリカ大陸やフィリピンにおけるスペイン帝国の歴史を明らかにする上で、比類のない史料群が収められている。所蔵史料の価値もさることながら、この建物はフアン・デ・エレーラ（Juan de Herrera）がデザインしたもので、ルネサンス建築の中でも、落ち着いた佇まいを持つイタリア化したスペイン建築の例証として際立っているため、セビリア大聖堂、アルカサルとともに、1987年にユネスコの世界遺産に登録された。

## 歴史
建物の起源は、フェリペ2世の命で建てられた商品取引所（Casa de Contratación ないし Casa Lonja）である。フェリペは1572年に、この建造を、エル・エスコリアル修道院を手がけた建築家フアン・デ・エレーラに命じた。当時のセビリアの商人たちは、取引のためには、大聖堂の涼しい休憩所にこもるのが通例であったためである。
建物は中央の大きな中庭を囲むように建っており、窓は平坦な付け柱の間の細い落ち窪んだ羽目板に付けられている。建物には、コーナーに立っている地元様式のオベリスクとともに、欄干（balustrade）が載っている。彫刻的な装飾はなく、ただ石と化粧漆喰とが慎重に対比させられる形で調えられている。
1584年に、エレーラの計画に従って、フアン・デ・ミハーレス（Juan de Mijares）によって実際の建設がはじめられた。建物の北面のファサードに残る碑文によれば、1598年に使われ始めたというが、工事そのものは17世紀にも続き、1629年まではフアン・デ・スマラガ（Juan de Zumárraga）が指揮を執り、ペドロ・サンチェス・ファルコネーテ（Pedro Sánchez Falconete）の代で完成した。
1785年にカルロス3世の勅令で、インディアス枢機会議（Consejo de Indias）がここに置かれることになった。その目的は、当時、シマンカス、カディス、セビリャに分散していた植民地に関して蓄積されてきた文書を一つ屋根の下に統括することにあった。この計画の責任はインディアス担当大臣のホセ・デ・ガルベス・イ・ガジャルド（José de Gálvez y Gallardo）に委ねられていたが、彼はその実務を歴史家のフアン・バウティスタ・ムーニョス（Juan Bautista Muñoz）に丸投げしていた。この計画には二つの背景があった。一つは王室の中心的な古文書館であったシマンカス総合古文書館が手狭になっていたことで、もう一つは、啓蒙の世紀の時代精神の中で、スペイン人史家たちが植民地帝国史に着手したことである。この計画の対象は以前の文書に限られ、1760年以降の文書については、引き続き本来の施設に残すことが決められていた。
1785年10月に最初の文書が届いた。文書館として建物の手直しをする必要が生じ、その一環で1787年には大理石製の大階段がつけられた。

## 蔵書
現在保管されている史料は、コンキスタドールたちの初期のものから19世紀末にいたるまでの手書きの文書が豊富である。ここにはセルバンテスが公的なポストを要求した文書、新大陸におけるスペインとポルトガルの境界線を定めたアレクサンデル6世の回勅、クリストファー・コロンブスの日記、アメリカ大陸の植民都市の地図の数々などが保管されている。もちろん植民地の機構全体の日常業務を記した文書類も多くあり、それらを活用する形で過去2世紀に渡りスペイン史家たちがさまざまな史実を明らかにしてきた。
今日の古文書館の棚の総延長はおよそ9kmにも及び、植民地などの行政体が積み重ねてきた43000巻、約8000万ページもの文書を収めている。
例としては次のようなものがある。
- インディアス諮問会議（Consejo de Indias, 16-19世紀）
- 商品取引所（Casa de la Contratación, 16-18世紀）
- セビリャ・カディス両領事館（Consulados de Sevilla y Cádiz, 16-19世紀）
- カディス入港裁判所事務局（Secretaría del Juzgado de Arribadas de Cádiz, 18-19世紀）
- 王立ハバナ会社（Real Compañía de la Habana, 18-19世紀）

建物は、2002年から2004年にある種の徹底的な改修が行われたが、その期間中も学術調査に資する文書館としての機能が中断されることはなかった。所蔵史料のデジタル化も進められており、2005年までの段階で、1500万ページ分がデジタル化されている。

## 世界遺産

### 登録基準
この世界遺産は世界遺産登録基準のうち、以下の条件を満たし、登録された（以下の基準は世界遺産センター公表の登録基準からの翻訳、引用である）。
- (1) 人類の創造的才能を表現する傑作。
- (2) ある期間を通じてまたはある文化圏において、建築、技術、記念碑的芸術、都市計画、景観デザインの発展に関し、人類の価値の重要な交流を示すもの。
- (3) 現存するまたは消滅した文化的伝統または文明の、唯一のまたは少なくとも稀な証拠。
- (6) 顕著で普遍的な意義を有する出来事、現存する伝統、思想、信仰または芸術的、文学的作品と直接にまたは明白に関連するもの（この基準は他の基準と組み合わせて用いるのが望ましいと世界遺産委員会は考えている）。